# Schotse terriër
De Schotse terriër is een van de oudste terriërrassen uit Schotland. De Schotse terriër is een middenslag hond op korte poten.

## Geschiedenis
Al honderden jaren waren er kortbenige, ruwharige terriërs in bepaalde regio's in Schotland. Tot ongeveer honderd jaar geleden waren sommige delen van Schotland nog zo ontoegankelijk, dat er in menig deel nog pure, onvermengde typen waren te vinden. Ze werden later gefokt en de verschillen werden duidelijker. Zo ontstonden variaties zoals de huidige cairn, westie en skye: men noemt de aberdeenterriër als voorloper van de Schotse terriër, maar het is nooit bewezen dat de aberdeenterriër daadwerkelijk een ras was. Men denkt dat het meer een bepaalde type Schotse terriër was, die in Aberdeen door onder meer J.A. Adamson werd gehouden en gefokt. De bakermat van de Schotse terriër zou liggen in het Blackmountgebied van West-Schotland, bij Rannoch Moor/Perthshire.
De terriërs werden gehouden voor de vossenjacht, hoewel ze ander wild of prooi niet uit de weg gingen.

## Omschrijving
Het hoofd van de Schotse terriër is lang. Hij heeft een bijna vlakke schedel, een stevige en hoge snuit. Verder heeft hij een goed ontwikkelde neus. Zijn staart is van een gemiddelde lengte en wordt smaller naar het einde toe. De Schotse terriër is opvallend gespierd. De schofthoogte is 25 tot 28 centimeter en meestal zijn ze zwart, brindle of tarwekleurig. Het gewicht varieert van 9 tot ruim 12 kilogram. De Schotse terriër is temperamentvol, eigenzinnig en koppig, maar toch liefdevol voor zijn familiekring. Hij heeft voldoende beweging nodig, want hij zit vol energie. Hij blaft zelden en is te gebruiken als jachthond.
Airedaleterriër ·
Amerikaanse staffordshireterriër ·
Australische silkyterriër ·
Australische terriër ·
Bedlingtonterriër ·
Borderterriër ·
Braziliaanse terriër ·
Bulterriër ·
Cairnterriër ·
Ceskyterriër ·
Dandie Dinmont-terriër ·
Duitse jachtterriër ·
Engelse toyterriër ·
Foxterriër ·
Glen of Imaalterriër ·
Ierse terriër ·
Irish soft-coated wheaten terrier ·
Jackrussellterriër ·
Japanse terriër ·
Kerry blue-terriër ·
Lakelandterriër ·
Manchesterterriër ·
Miniatuur Bulterriër ·
Norfolkterriër ·
Norwichterriër ·
Parson Russell-terriër ·
Schotse terriër ·
Sealyhamterriër ·
Skyeterriër ·
Staffordshire-bulterriër ·
Welsh terriër ·
West Highland white terrier ·
Yorkshireterriër